# Bliesdorf
Bliesdorf est une commune de l’arrondissement de Märkisch-Pays de l'Oder dans le land de Brandebourg, en Allemagne.

## Géographie
Le territoire communal se situe en bordure de l'Oderbruch, sur le flanc oriental du plateau de Barnim. Il comprend également les villages de Kunersdorf et de Metzdorf. Bliesdorf se trouve à 4 kilomètres au sud de Wriezen.
La Bundesstraße 167 reliant Wriezen et Seelow passe à l'ouest de la municipalité.

## Histoire
Bliesdorf, ancien village de pêche dans la marche de Brandebourg, fut mentionné pour la première fois en 1335. 

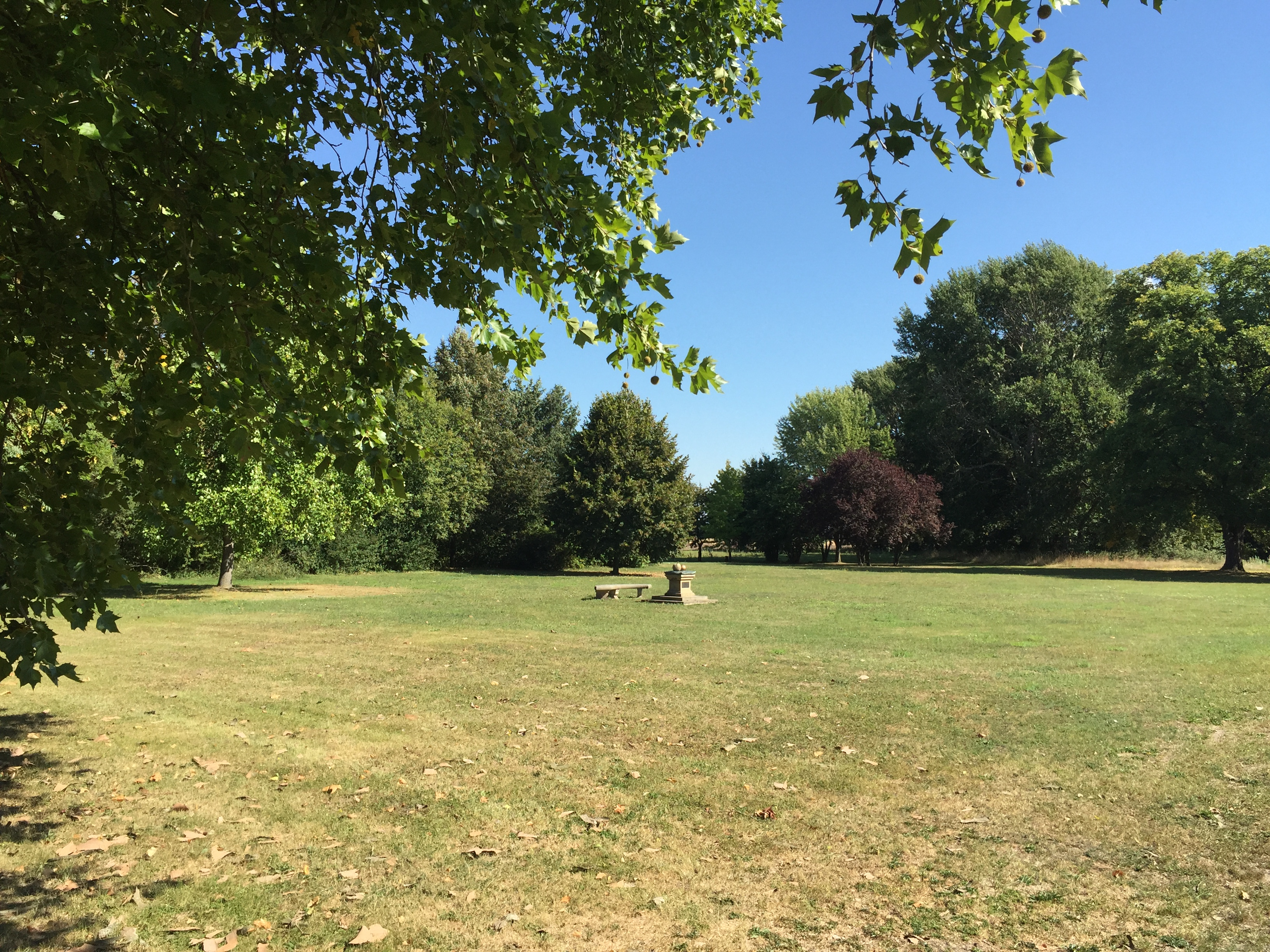
Parc du château de Kunersdorf.

Le manoir de Kunersdorf (à ne pas confondre avec Kunowice où s'est déroulée la bataille de Kunersdorf) était initialement détenu par la noble famille Barfus. En 1792, il est acquis par la famille von Itzenplitz. En été 1813, le poète Adalbert von Chamisso est un invité de la famille et il y écrit son récit fantastique Peter Schlemihl. Le parc du château est aménagé par Peter Joseph Lenné dans les années 1820. Le comte Heinrich Friedrich von Itzenplitz, ministre d'État prussien, meurt en 1883 à Kunersdorf. Les bâtiments du domaine ont été détruits durant la bataille de Seelow vers la fin de la Seconde Guerre mondiale. Le dernier propriétaire, la famille von Oppen, a été exproprié sous le régime communiste de la zone d'occupation soviétique.

## Personnalités liées à la ville
- Carl Ludwig Hellwig (1773-1838), compositeur né à Kunersdorf.